# فوينتيلاز دي سوريا
فوينتيلاز دي سوريا هي بلدية تقع في مقاطعة سوريا، في منطقة قشتالة وليون، في إسبانيا. يبلغ عدد سكانها 62 نسمة وذلك حسب (المعهد الوطني للإحصاء) سنة 2017، وتبلغ مساحتها 26,34 كم²، وترتفع عن سطح البحر 1,078 متر.

## تطور السكان
في تعداد عام 2010 بلغ عدد سكان البلدية 61 نسمة، منهم 32 رجلا و29 امرأة.